# Lakušník niťolistý
Lakušník niťolistý, někdy též lakušník vláskovitý (Batrachium trichophyllum, syn.: Ranunculus trichophyllus) je druh rostliny z čeledi pryskyřníkovité (Ranunculaceae).

## Popis
Jedná se o jednoletou až vytrvalou vodní bylinu, která může po vyschnutí růst i na bahnitých substrátech. Lodyha je větvená a lysá, zřídka řídce chlupatá, podle stanoviště může dorůstat délky 100 cm. Listy jsou střídavé, lupenité na hladině plovoucí listy u tohoto druhu chybí. Čepele ponořených listů jsou několikrát dlanitosečné s niťovitými úkrojky, po vytažení z vody se sbíhají do štětičky. Na bázi listů jsou palisty. Květy jsou jednotlivé, oboupohlavné a pravidelné s víceméně kuželovitým květním lůžkem, vykvétají nad hladinou a jsou opylovány hmyzem (entomogamie). Plodní stopka bývá až 5 cm dlouhá. Kališních lístků je 5, jsou zelené, asi 2, 5–3,5 mm dlouhé. Korunních je většinou také pět, jsou bílé, na bázi se žlutou skvrnou. Květy jsou spíš malé, korunní lístky jsou asi 3,5–6, zřídka až 10 mm dlouhé. Tyčinek je asi 8–15, pestíků a později nažek je asi 15–35. Plodem je nažka, na vrcholu zakončená krátkým zobánkem, nažky jsou uspořádány na květním lůžku do souplodí, květní lůžko je chlupaté, řidčeji až lysé, nažky jsou za zralosti asi 1−2,2 mm dlouhé, chlupaté. Plody se šíří vodou (hydrochorie). Počet chromozómů je 2n=32, Květena ČR uvádí i 16 a 48.

## Rozšíření
Druh je velmi variabilní a je rozšířen v Evropě, Asii, Africe, Severní Americe a v Austrálii, ovšem záleží na taxonomickém pojetí. V České republice roste roztroušeně a nerovnoměrně, zpravidla v nižších polohách.

## Ekologie
Jedná se o vodní rostlinu, která může po vyschnutí vegetovat i na obnažených dnech. Vyskytuje se ve stojatých nebo až pomalu tekoucích mezotrofních až eutrofních vodách, často s písčito-skeletovitým dnem.